# La Légende de Daphné
La Légende de Daphné è un cortometraggio muto del 1910 diretto da Louis Feuillade.

## Produzione
Il film fu prodotto dalla Société des Etablissements L. Gaumont

## Distribuzione
Distribuito dalla Société des Etablissements L. Gaumont, uscì nelle sale cinematografiche francesi nel 1910. Negli Stati Uniti, con il titolo The Legend of Daphne, venne presentato l'8 marzo 1910.